# Bastián Arce
Bastián Alexis Arce Ramírez (* 17. August 1989) ist ein ehemaliger chilenischer Fußballspieler. Der Innenverteidiger gewann drei chilenische Meisterschaften.

## Karriere

### Verein
Bastián Arce kam mit acht Jahren in die Jugend vom CSD Colo-Colo und debütierte im Profiteam im Mai 2007 unter Claudio Borghi beim 2:2-Unentschieden gegen den CD Cobreloa. Bei Colo-Colo kam der Abwehrspieler überwiegend im B-Team in der Tercera División zum Einsatz und wurde 2009 an die Rangers de Talca verliehen. 2010 verließ er Colo-Colo mit drei Meistertiteln Richtung Santiago Morning. Diese war zugleich seine letzte Station in der Primera División, danach wurde er an Provincial Osorno aus der Segunda División verliehen. Anschließend spielte er noch für die weiteren Segunda-División-Vereine Deportes Puerto Montt, Deportes Iberia und Deportes Linares, wo er seine Karriere Mitte 2015 beendete.

### Nationalmannschaft
Arce nahm mit der U17-Nationalmannschaft 2005 an der Südamerikameisterschaft teil, allerdings schied die junge La Roja bereits in der Gruppenphase aus. Mit der U20-Nationalmannschaft spielte der Defensivakteur bei der Südamerikameisterschaft 2009 und beim Turnier von Toulon.

## Erfolge
Colo-Colo
- Chilenischer Meister: 2007-A, 2007-C, 2008-C